# گارودا ۲۳۰۷
سیارک ۲۳۰۷ (به انگلیسی: 2307 Garuda، نامگذاری:1957HJ) دو هزار و سیصد و هفتمین سیارک کشف شده‌است که در ۱۸ آوریل ۱۹۵۷ کشف شد.
قدر مطلق سیارک برابر ۱۰٫۹۰ است.